# Biłozerśke
Biłozerśke (ukr. Білозерське) – miasto na Ukrainie w obwodzie donieckim. Prawa miejskie posiada od 1966 roku.

## Demografia
- 1989 – 21 079[2]
- 2013 – 16 101[3]
- 2019 – 15 220[4]
- 2021 – 14 940[1]
- 2024 - 14 025